# Iwan Tichonowitsch Possoschkow
Iwan Tichonowitsch Possoschkow (russisch Иван Тихонович Посошков; * 1652 in Pokrowski bei Moskau; † 1. Februarjul. / 12. Februar 1726greg. in der Peter-und-Paul-Festung) war ein russischer Unternehmer und Ökonom.

## Leben
Possoschkow, Sohn eines zinspflichtigen Bauern, wuchs in dem Dorf Pokrowski auf, in dem sich viele Werkstätten des Zaren befanden, so dass sich Rossoschkow vielfältige technische Fähigkeiten aneignen konnte. Er besaß zusammen mit seinem Bruder Roman eine Wodkafabrik im Ujesd Lichwin im Gouvernement Kaluga. Mit dem Wodkahandel erwarb er sich ein Vermögen, so dass er eigene Häuser in Nowgorod und St. Petersburg und einige Dörfer erwarb. In Moskau erhielt er den Auftrag, als Geschenk für Zar Peter ein Modell einer Münzprägemaschine anzufertigen. Er bemühte sich ohne Erfolg, die Kupfermünzprägung und die Spielkartenproduktion zu pachten.
1724 erschien Possoschkows Buch über Armut und Reichtum. Darin forderte er eine Begrenzung der Leibeigenschaft der Bauern, da sie nicht den Adligen gehörten, sondern nur dem Allrussischen Selbstherrscher. Es sollte eine Obergrenze für den Landbesitz der Adligen geben. Die Preise sollten durch Bestrafung von Überteuerungen begrenzt werden. Die vielen Steuern sollten durch einen Zehnten als einzige staatliche Steuer ersetzt werden. Beim Reichtum trennte er den materiellen Reichtum vom immateriellen Reichtum. Der materielle Reichtum war für ihn das Vermögen des Staates und das des Volkes. Unter immateriellem Reichtum verstand er die Gesetze, das Rechtswesen und die gute Regierung. Die Quelle des Reichtums war für ihn die produktive Arbeit, während die Gründe für die Armut die Rückständigkeit der Landwirtschaft, die Unterentwicklung der Industrie und der unzureichende Handel waren. Zur Abschaffung der Armut und Verwirklichung des Wohlstandes sollten die Menschen zur produktiven Arbeit angehalten und die unproduktiven Kosten bekämpft werden. Importiert werden sollten nur Güter, die in Russland nicht produziert wurden, während nur Fertigprodukte, aber keine Rohstoffe exportiert werden sollten.
Possoschkow wurde 1725 verhaftet und in der Peter-und-Paul-Festung eingekerkert offenbar wegen der Veröffentlichung seines Buches über die Armut und den Reichtum.
1752 wurde Possoschkows Buch auf Vorschlag Michail Wassiljewitsch Lomonossows für die Akademie der Wissenschaften abgeschrieben.